# Francesco Montenegro

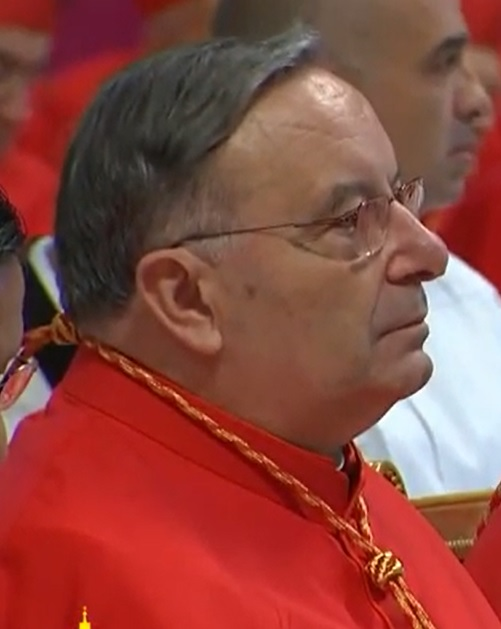
Kardinal Montenegro (2015)

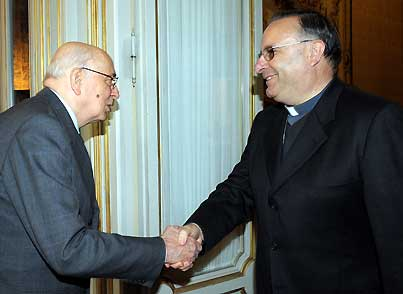
Francesco Montenegro (rechts) mit Italiens Staatspräsident Giorgio Napolitano (2008)

Kardinalswappen (seit 2015)

Francesco Kardinal Montenegro (* 22. Mai 1946 in Messina) ist ein italienischer Geistlicher und emeritierter römisch-katholischer Erzbischof von Agrigent.

## Leben
Francesco Montenegro studierte am Priesterseminar San Pio X in Messina und empfing am 8. August 1969 die Priesterweihe durch den dortigen Erzbischof Francesco Fasola. Von 1971 bis 1978 war er Sekretär von Erzbischof Fasola und später von Ignazio Cannavò, der 1977 neuer Erzbischof von Messina wurde. Nachdem er anschließend bis 1988 als Gemeindepfarrer in der Stadt Messina tätig gewesen war, wurde Montenegro Direktor der diözesanen Caritas. Darüber hinaus gehörte er auch dem Priesterrat der Diözese an. Von 1997 bis 2000 war er Generalvikar des Erzbistums Messina-Lipari-Santa Lucia del Mela.
Am 18. März 2000 ernannte ihn Papst Johannes Paul II. zum Titularbischof von Aurusuliana und zum Weihbischof im Erzbistum Messina-Lipari-Santa Lucia del Mela. Die Bischofsweihe erfolgte am 29. April desselben Jahres in der Kathedrale von Messina durch Erzbischof Giovanni Marra. Mitkonsekratoren waren dessen Amtsvorgänger Ignazio Cannavò und der Bischof von Cefalù, Francesco Sgalambro.
Am 23. Februar 2008 ernannte ihn Benedikt XVI. zum Erzbischof von Agrigent. Die Amtseinführung fand am 17. Mai desselben Jahres statt.
In der Sizilianischen Bischofskonferenz war Francesco Montenegro Delegierter für karitative Angelegenheiten und Gesundheit. Er ist Großkreuzritter des Ritterordens vom Heiligen Grab zu Jerusalem und deren Prior in der Provinz Agrigent.
Im feierlichen Konsistorium vom 14. Februar 2015 kreierte ihn Papst Franziskus zum Kardinal und ernannte ihn zum Kardinalpriester mit der Titelkirche Santi Andrea e Gregorio al Monte Celio.
Am 20. Mai 2015 wurde Francesco Kardinal Montenegro von der Vollversammlung der italienischen Bischofskonferenz zum Leiter der Kommission für Wohlfahrt und Gesundheit gewählt. Damit war auch der Vorsitz der Caritas in Italien verbunden, den er bis Anfang 2020 innehatte. Der Caritas in Italien stand Kardinal Montenegro bereits von 2003 bis 2008 vor. Er leitete auch die bischöfliche Fachstelle für Migrationsfragen „Fondazione Migrantes“. Sein Bistumsgebiet umfasst die Insel Lampedusa, die jahrelang ein Hotspot der Flucht und Migration über das Mittelmeer nach Europa war.
Papst Franziskus nahm am 22. Mai 2021, taggenau mit dem Erreichen der Altersgrenze für Bischöfe, seinen Rücktritt an. Seit dem 19. Juni 2023 ist Kardinal Montenegro Apostolischer Administrator der vakanten Eparchie Piana degli Albanesi. Nach dem Tod von Papst Franziskus nahm er am Konklave 2025 teil, das Leo XIV. wählte.

## Mitgliedschaften
- Päpstlicher Rat „Cor Unum“ (2015–2017)[9]
- Päpstlicher Rat der Seelsorge für die Migranten und Menschen unterwegs (2015–2017)[9]
- Kongregation für die Selig- und Heiligsprechungsprozesse (seit 2021)[10]
- Dikasterium für die ganzheitliche Entwicklung des Menschen (seit 2021)[11]

## Ehrungen und Auszeichnungen
- Großkreuz des Ritterordens vom Heiligen Grab zu Jerusalem, verliehen durch Kardinalgroßmeister Edwin Frederick O’Brien (2015)[12]